# JP233
Der JP233 war eine Flächenwaffe mit Streumunition zum Einsatz gegen Flugplätze. Er wurde ausschließlich an Tornados der Luftstreitkräfte Großbritanniens und Saudi-Arabiens genutzt.

## Geschichte
Ende der 1970er war der JP233 zunächst ein britisch-amerikanisches Gemeinschaftsprojekt (Joint Project). Beschafft werden sollte unter dem Programmnamen Low Altitude Airfield Attack System (LAAAS) eine Waffe, durch die im Falle eines Kriegs mit dem Warschauer Pakt mit einem möglichst geringen Kräfteansatz dessen Flugplätze bekämpft werden konnten. Eine Anpassung sollte vor allem an die F-111 und den Tornado erfolgen.
Nachdem sich die USA 1981 zurückzogen, wurde die Waffe durch Großbritannien national weiterentwickelt und durch die Firma Hunting Engineering (heute: INSYS Ltd.) hergestellt.
Über 100 dieser Waffen kamen im Krieg gegen den Irak (1991) zum Einsatz.
Da die britische Regierung in einer Nutzung und Lagerung der Minen-Submunition der JP233 einen Verstoß gegen das Antipersonenminen-Abkommen von Ottawa sah, wurden beginnend 1997 bis zum 19. Oktober 1999 alle britischen JP233 ausgemustert und zerstört.
Da eine technische Betreuung der Waffensysteme der saudischen Luftstreitkräfte ebenfalls ausgeschlossen wurde, erfolgte die Rückgabe der dortigen JP233 im Tausch gegen 100 Paveway III Präzisionsbomben.

## Beschreibung
Der JP233 bestand aus einem Submunitionsbehälter, der werkseitig mit Startbahnbomben und Minen beladen war. Beim Überflug des Ziels im Tiefstflug wurde die Submunition pyrotechnisch nach unten aus den Ausstoßrohren verschossen. Gebremst und aufgerichtet wurde sie durch kleine selbst entfaltende Fallschirme. Die Bomben erzeugten Krater in der Oberfläche von Flugbetriebsflächen, wie zum Beispiel Start- und Landebahnen oder Rollwegen. Die zusätzlich ausgebrachten Minen sollten die Instandsetzung der zerstörten Bereiche erschweren. Nach dem Ausstoß der Submunition wurden die Behälter abgeworfen.

### Submunitionsdispenser
Die etwa 6,5 m langen Ausstoßbehälter mit einem Gewicht von 2.335 kg bestanden aus je einem abgerundeten Vorder- und Hinterteil. Der Anbau erfolgte unter dem Flugzeugrumpf des Tornados an den äußeren beiden Außenlastträgern. Nur die Tornados der britischen Royal Air Force und der saudischen Luftstreitkräfte waren in der Lage, je zwei JP233-Behälter zu tragen und auszulösen.

### Submunition
Die Submunition bestand pro Container aus
- 30 Startbahnbomben vom Typ SG-357 (je ca. 26 kg) mit einer Hohlladung zum Eindringen in die Oberfläche (Penetrator) und einer Explosivladung zur Erzeugung des Kraters
- 215 selbstaufrichtenden Splitterminen vom Typ HB-876 (je ca. 2,4 kg). Bei ausbleibender Aktivierung erfolgte die Selbstzerstörung spätestens nach 24 Stunden.

Weitere Submunitionsarten waren nicht verfügbar.